# 石澳山仔

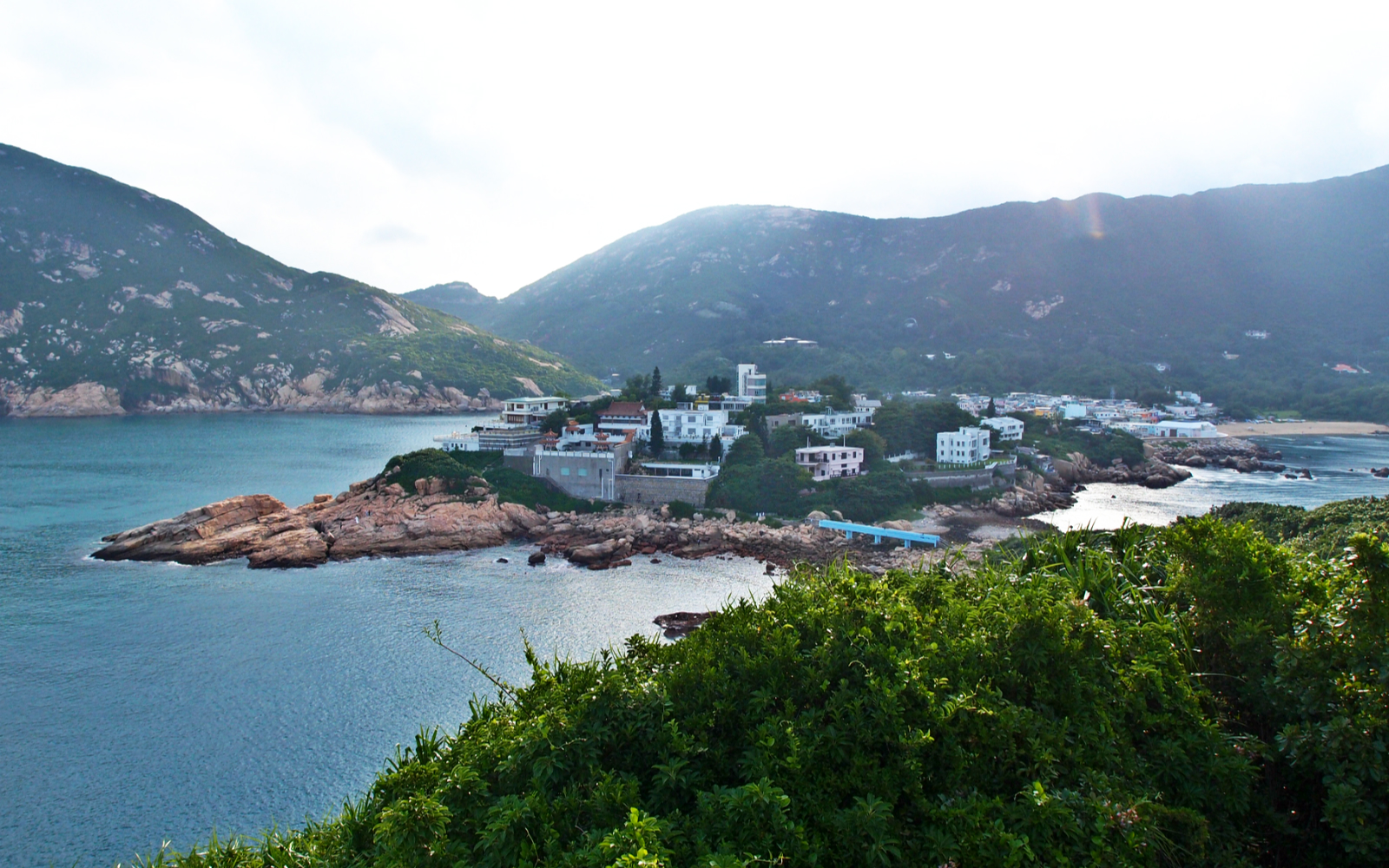
石澳山仔全貌，攝於大頭洲

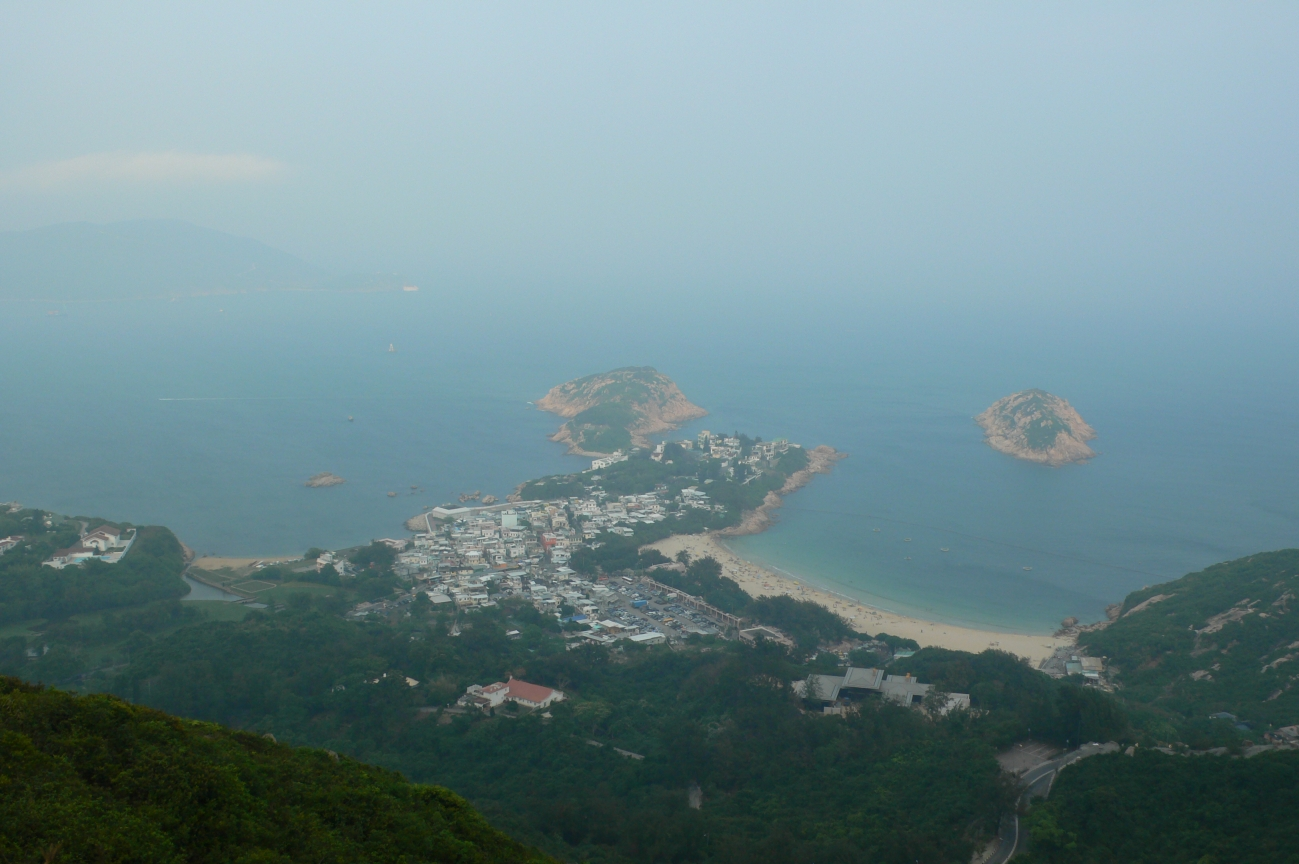
圖中突出的岬角為石澳山仔

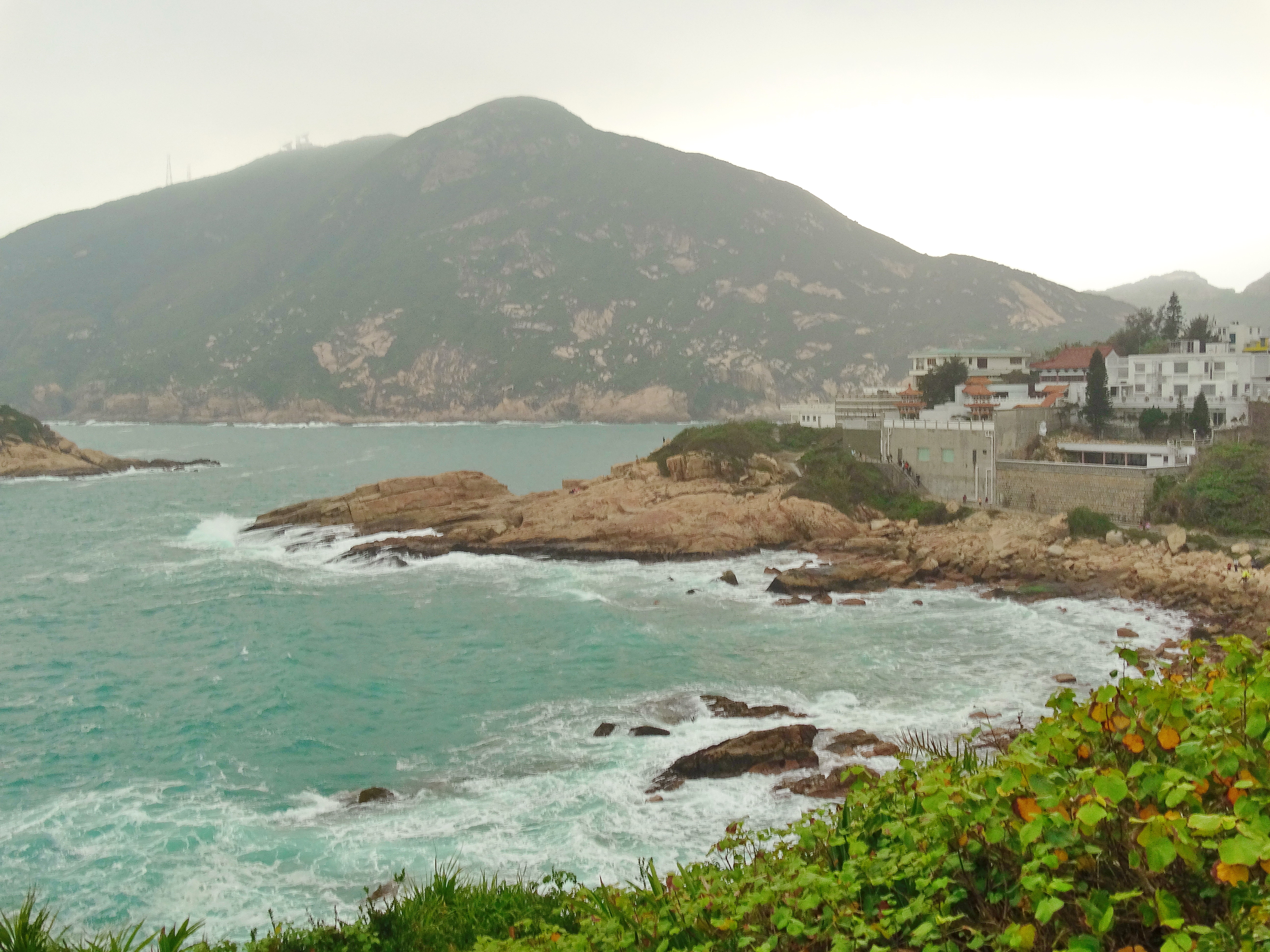
從大頭洲西望向石澳山仔的岬角的尖端

石澳山仔（英語：Shek O Headland）是香港南區的一個地方，位於香港島石澳東部一處突出的岬角，與大頭洲對望。該區為石澳豪宅區的一部份，而其南部的岩岸因擁有特殊品種的海藻，而於1998年2月3日被劃定為具特殊科學價值地點，面積0.7公頃。